# Busicom

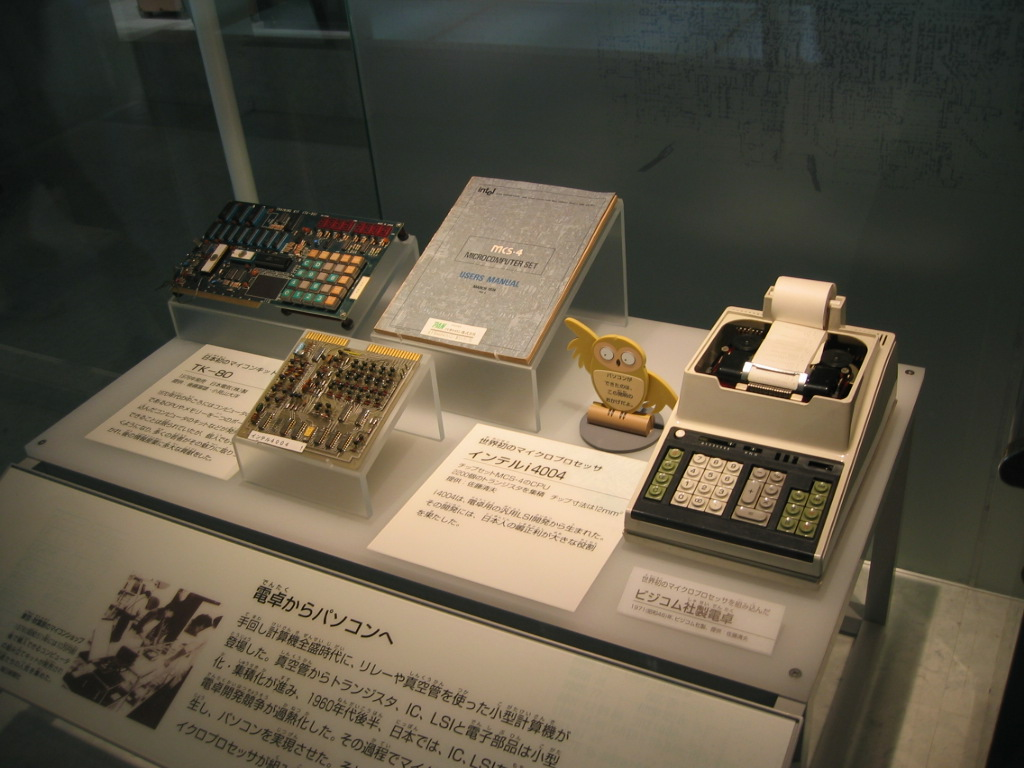

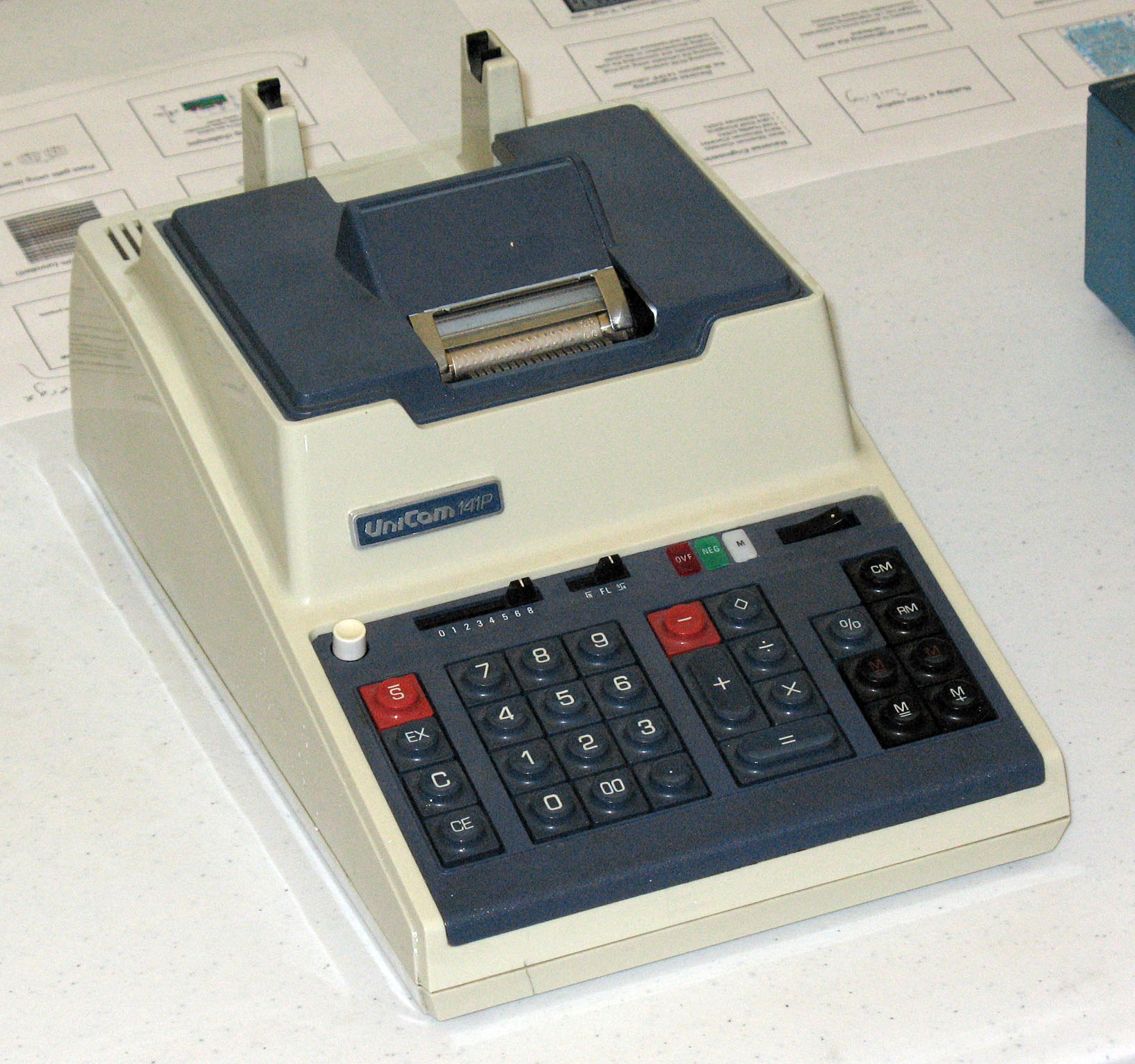
Kalkulator Unicom 141P

Busicom (Nippon Calculating Machine Corp następnie zmieniona na Business Computer Corporation) – japońska firma produkująca sprzęt biurowy w latach 60. i 70. XX wieku. 
Wsławiła się tym, że zleciła firmie Intel opracowanie układu scalonego – procesora i4004 dla swego kalkulatora, który nosił oznaczenie Busicom 141-PF. Firma przestała istnieć w 1974 roku.